# Kragalka
Kragalka (Synthliboramphus antiquus) är en fågel inom familjen alkor som häckar i Alaska.

## Utseende och fältkännetecken
Kragalkan en liten alka, 20–24 centimeter lång och könen är lika. Den är svart på huvudet, strupen och nacken, har grå rygg och vingar, och dess undersida, bröst och sidan av halsen är vit. Den har en gul, grov och mycket kort triangelformad näbb och en kort rundad stjärt. Adulta fåglar i sommardräkt har ett vitt parti snett ovanför ögat vilket kan se ut som ett buskigt ögonbryn. Detta parti möts ofta i nacken. Dess flykt är kraftfull och direkt, och den flyger med snabba vingslag på grund av sina korta vingar.

### Läte
Från kragalkan hörs korta visslande "teep" till havs och vid häckplats olika tjirpande och drillande läten.

## Utbredning
Kragalkan är en kortflyttande flyttfågeln som främst häckar på ögruppen Aleuterna och andra av Alaskas öar. Den har sina vintervisten så lång söderut som Kalifornien och enstaka felflugna individer återfinns i USA:s inland under höststormar. Den har påträffats i Europa vid endast två tillfällen, dels en felflugen individ av kragalka som hittades i Lundy i engelska Devon våren 1990 och som återvände till Storbritannien de två följande åren, dels en individ som fotograferades i Porkala, Finland 9 november 2021.

## Ekologi

### Häckning
Kragalkan är en kolonihäckande fågel som lägger sitt enda, eller ibland två, ägg direkt på marken bland trädrötter eller i en klippskreva. Äggen ruvas omväxlande av föräldrarna i skift som var i snitt tre dagar i sträck. ibland upp till sex dagar. Dessa små alkor är nattaktiva på häckningsplatsen, förmodligen som ett skydd mot predation, och av samma skäl matas aldrig fågelungarna vid fågelboet utan tas med ut till havs bara några dagar efter att äggen är kläckta. Detta går till så att föräldrarna ropar på sina ungar ute från havet och dunungarna simmar då mot sina föräldrar som simmar längre och längre ut till havs i skydd av nattmörkret.

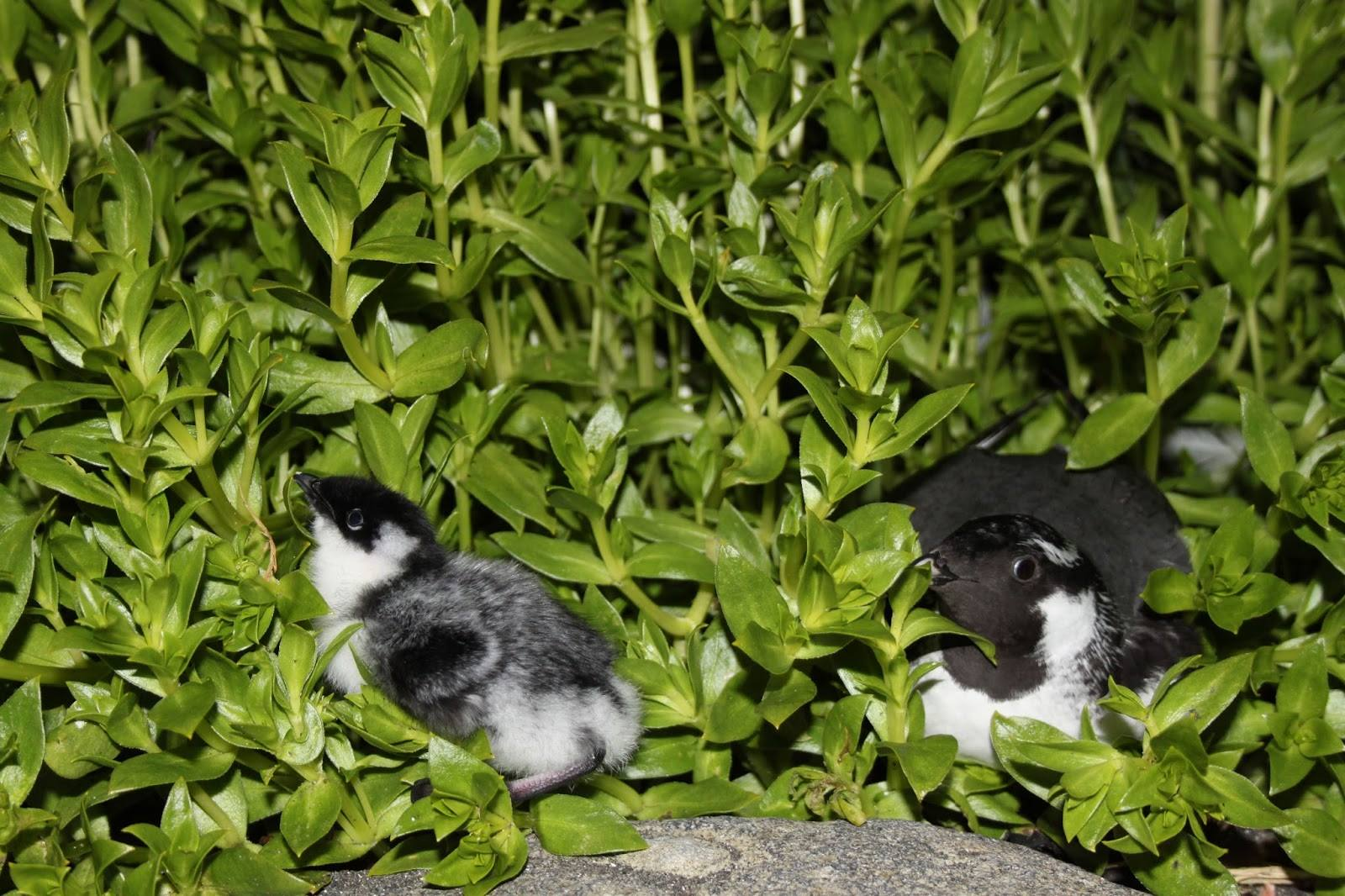
Kragalka med unge.

### Föda
Fågeln söker sin föda precis som de andra arterna inom familjen genom att dyka, och de livnär sig främst på fisk, skaldjur och andra mindre ryggradsdjur.

## Status och hot
Arten har ett stort utbredningsområde och en stor population, men tros minska i antal, dock inte tillräckligt kraftigt för att den ska betraktas som hotad. IUCN kategoriserar därför arten som livskraftig (LC). Världspopulationen uppskattas till mellan en och två miljoner individer.

## Namn
På svenska har den även kallats starikalka.